# Arthur Hotaling
Arthur Hotaling, nato Arthur Douglas Hotaling (New York, 3 febbraio 1873 – 13 luglio 1938), è stato un regista e produttore cinematografico statunitense attivo nel periodo del muto.

## Biografia
Attore di vaudeville, si esibì sulle tavole del palcoscenico insieme a Fred Mace, con il quale formò un duo dal nome Mace & Douglas (Douglas era il suo secondo nome).
Negli anni dieci, lavorò come regista e produttore per la Lubin Manufacturing Company. Molti dei suoi film avevano come protagonista sua moglie, l'attrice Mae Hotely. Nella sua carriera, come regista diresse oltre duecento pellicole.
Morì in California, il 13 luglio 1938 per un attacco di cuore.

## Filmografia
La filmografia - basata su IMDb - è completa.

### Regista

#### 1910
- A Honeymoon Through Snow to Sunshine (1910)
- Rastus in Zululand (1910)

#### 1911
- A Gay Time in Atlantic City (1911)
- A Gay Time in Washington (1911)
- A Question of Modesty (1911)
- The Human Torpedo (1911)
- A Nearsighted Chaperone (1911)
- A Hot Time in Atlantic City (1911)
- Willie's Conscience (1911)
- A Gay Time in New York City (1911)
- Jack's Umbrella (1911)
- Some Mother-in-Law (1911)
- Love's Labor Lost (1911)
- One Way to Win (1911)

#### 1912
- Object Matrimony (1912)
- A Dark Deception (1912)
- Wifey's Ma Comes Back (1912)
- The Lover's Signal (1912)
- The Rube's Easter at Atlantic City (1912)
- Revenge (1912)
- The Tramp Elephant (1912)
- Over the Hills to the Poorhouse (1912)
- The Stranded Actors (1912)
- The Uninvited Guests (1912)
- His Vacation (1912)
- Man Wanted (1912)
- The Hindoo's Charm (1912)
- Spoony Sam (1912)
- Meeting Mamie's Mother (1912)
- Down with the Men (1912)
- His Father's Choice (1912)
- Nora the Cook (1912)

#### 1913
- Stage-Struck Sally (1913)
- Fooling Their Wives (1913)
- She Must Elope (1913)
- The Missing Jewels (1913)
- The Rest Cure (1913)
- Training a Tightwad (1913)
- Will Willie Win? (1913)
- Sixes and Nines (1913)
- Jim the Burglar (1913)
- The Fake Soldiers (1913)
- His Widow (1913)
- Collecting the Bill (1913)
- Angel Cake and Axle Grease (1913)
- Minnie the Widow (1913)
- Beating Mother to It (1913)
- Sunshine Sue (1913)
- Fixing Auntie Up (1913)
- She Must Be Ugly (1913)
- Hattie's New Hat (1913)
- Lucky Cohen
- A Ten Acre Gold Brick
- His First Experience
- Detective Dot
- The Yarn of the 'Nancy Belle'
- Doing Like Daisy
- Kate the Cop
- The Zulu King
- The Beaut from Butte
- Building a Trust
- Zeb, Zack and the Zulus
- The Widow's Wiles
- Rastus Among the Zulus
- Roses for Rosie
- Getting Married (1913)
- Surprise for Four
- Smashing Time
- Her Wooden Leg
- An Exclusive Pattern
- Her Present
- This Isn't John
- The Actress and Her Jewels
- Going Home to Mother
- A Sleepy Romance
- Father's Choice - cortometraggio (1913)
- All on Account of Daisy
- Giving Bill a Rest
- Whose Is It?
- A Masked Mix-Up
- A College Cupid

#### 1914
- Smiles of Fortune (1914)
- The Card of Mystery (1914)
- A Stage Door Flirtation (1914)
- Pat's Revenge
- Her Side-Show Sweetheart
- Taming Terrible Ted
- Antidotes for Suicide
- Getting Even (1914)
- An Innocent Victim (1914)
- The Female Book Agent (1914)
- A Winning Mistake
- The Rise of Officer Casey
- The Best Man (1914)
- That Terrible Kid
- When Dooley Passed Away
- A Dangerous Case
- She Wanted a Count
- Just a Note
- The Knave of Clubs
- In the Soup (1914)
- The Eyes Have It (1914)
- She Was a Peach
- All in the Air
- The Bully's Doom
- The Peacemaker's Pay
- Business and Love
- Outwitting Dad (1914)
- The Tale of a Chicken
- He Never Found Out
- With the Burglar's Help
- Building a Fire (1914)
- He Said He Could Act
- He Won a Ranch (1914)
- Her Horrid Honeymoon
- The Particular Cowboys (1914)
- For Two Pins
- A Tango Tragedy
- Summer Love (1914)
- He Wore a Wig
- He Changed His Mind
- A Bargain Automobile
- Getting Solid with Pa
- Who's Boss? (1914)
- His Sudden Recovery
- It's a Shame
- Kate Waters of the Secret Service
- The Cook Next Door
- He Wanted Work
- They Bought a Boat
- Rastus Knew It Wasn't
- She Married for Love
- Butt-ing In
- She Was the Other
- The Servant Girl's Legacy
- For a Widow's Love
- Brown's Cook

#### 1915
- When Mother Visited Nellie
- Si and Su, Acrobats
- It Happened on Wash Day
- He Couldn't Explain
- Clothes Count
- Percival's Awakening
- The Twin Sister
- The Busy Bell Boy
- Who Stole the Doggies?
- The Substitute (1915)
- A Lucky Strike
- The Club Man
- Matilda's Legacy
- Out for a Stroll
- The New Butler (1915)
- He's a Bear
- A Safe Investment (1915)
- Just Like Kids
- Her Choice (1915)
- A Day on the Force
- The Cannibal King
- The New Valet
- Wifie's Ma Comes Back
- When Wifie Sleeps
- Susie's Suitors
- Billie's Heiress
- Billie's Debut
- Her Romeo
- The Life Guard
- Billie Joins the Navy
- An Artful Artist
- Queenie of the Nile
- The Golden Oyster
- Captain Kidd and Ditto
- The Cello Champion
- Think of the Money
- The Price of Pies
- Playing Horse
- His Body Guard
- The Cellar Spy
- His Wife's New Lid

#### 1916
- His Wife's New Lid
- A Ready-Made Maid (1916)
- The Serenade
- Nerve and Gasoline
- Spaghetti, co-regia di Will Louis (1916)
- Aunt Bill
- The Heroes
- Human Hounds
- Dreamy Knights
- Life Savers
- Their Honeymoon, co-regia di Will Louis (1916)
- Un'allegra corsa nei cieli
- Stranded, co-regia di Will Louis (1916)
- Love and Duty
- Royal Blood
- The Candy Trail
- The Precious Parcel, co-regia di Will Louis (1916)
- Twin Flats
- A Warm Reception
- Pipe Dreams
- Mother's Child
- Prize Winners

#### 1917
- Hard Luck (1917)
- The General (1917)
- A Depot Romeo (1917)
- Make Your Eyes Behave (1917)
- Lunch (1917)

#### 1918
- The Geaser of Berlin (1918)

#### Anni Venti
- This Way Out (1920)
- Alice in Dreamland
- My Baby (1926)
- The Flirting Fool
- A Gentleman Preferred

### Produttore
- Casey's Birthday (1914)
- They Looked Alike, regia di Frank Griffin (1915)

### Attore
- Percy the Cowboy (1910)
- Mike the Housemaid (1910)
- Right in Front of Father (1910)
- An American Count - cortometraggio (1910)
- Will Willie Win?, regia di Arthur Hotaling (1913)
- Hattie's New Hat, regia di Arthur Hotaling (1913)
- A Masked Mix-Up, regia di Arthur Hotaling (1913)
- Kit Carson Over the Great Divide, regia di Frank S. Mattison (1925)
- King of the Herd, regia di Frank S. Mattison (1927)
- Better Days, regia di Frank S. Mattison (1927)
- Old Age Handicap, regia di Frank S. Mattison (1928)
- The Little Wild Girl, regia di Frank S. Mattison (1928)

### Sceneggiatore
- An American Count - cortometraggio (1910)
- Wifey's Ma Comes Back, regia di Arthur Hotaling (1912)
- The Fake Soldiers
- The Card of Mystery, regia di Arthur Hotaling (1914)
- Antidotes for Suicide
- The Rise of Officer Casey
- For Two Pins
- When the Ham Turned
- Butt-ing In
- When Mother Visited Nellie
- Si and Su, Acrobats
- It Happened on Wash Day
- Percival's Awakening
- The Substitute, regia di Arthur Hotaling (1915)
- A Lucky Strike
- Matilda's Legacy
- Out for a Stroll
- He's a Bear
- The New Valet
- Wifie's Ma Comes Back
- When Wifie Sleeps
- The Haunted Hat, regia di Will Louis (1915)
- Hard Luck, regia di Arthur Hotaling (1917)
- Girls Who Dare
- China Slaver
- Broken Hearted, regia di Frank S. Mattison (1929)